# Bill Mamadou
Bill Mamadou (* 8. September 2001 in Singapur), mit vollständigen Namen Bah Bill Abuza Mamadou, ist ein singapurisch-guineischer Fußballspieler.

## Karriere
Bill Mamadou erlernte das Fußballspielen in der National Football Academy in Singapur und in der Jugendmannschaft von Home United. Sein Erstligadebüt gab er als Jugendspieler am 27. Juli 2019 im Spiel gegen Brunei DPMM FC. Hier wurde er in der 78. Minute für Amiruldin Asraf eingewechselt. Den Singapore Community Shield gewann der Klub 2019. Im Spiel gegen Albirex Niigata (Singapur) gewann man im Elfmeterschießen. Im Februar 2020 wurde der Verein von Home United in Lion City Sailors umbenannt. Ende Oktober 2020 wechselte er zum Ligakonkurrenten Young Lions. Die Young Lions sind eine U-23-Mannschaft, die 2002 gegründet wurde. In der Elf spielen U23-Nationalspieler und auch Perspektivspieler. Ihnen soll die Möglichkeit gegeben werden, Spielpraxis in der ersten Liga zu sammeln.

## Erfolge
Home United (Seit 2020: Lion City Sailors)
- Singapore Community Shield: 2019